# عليم (أداة)

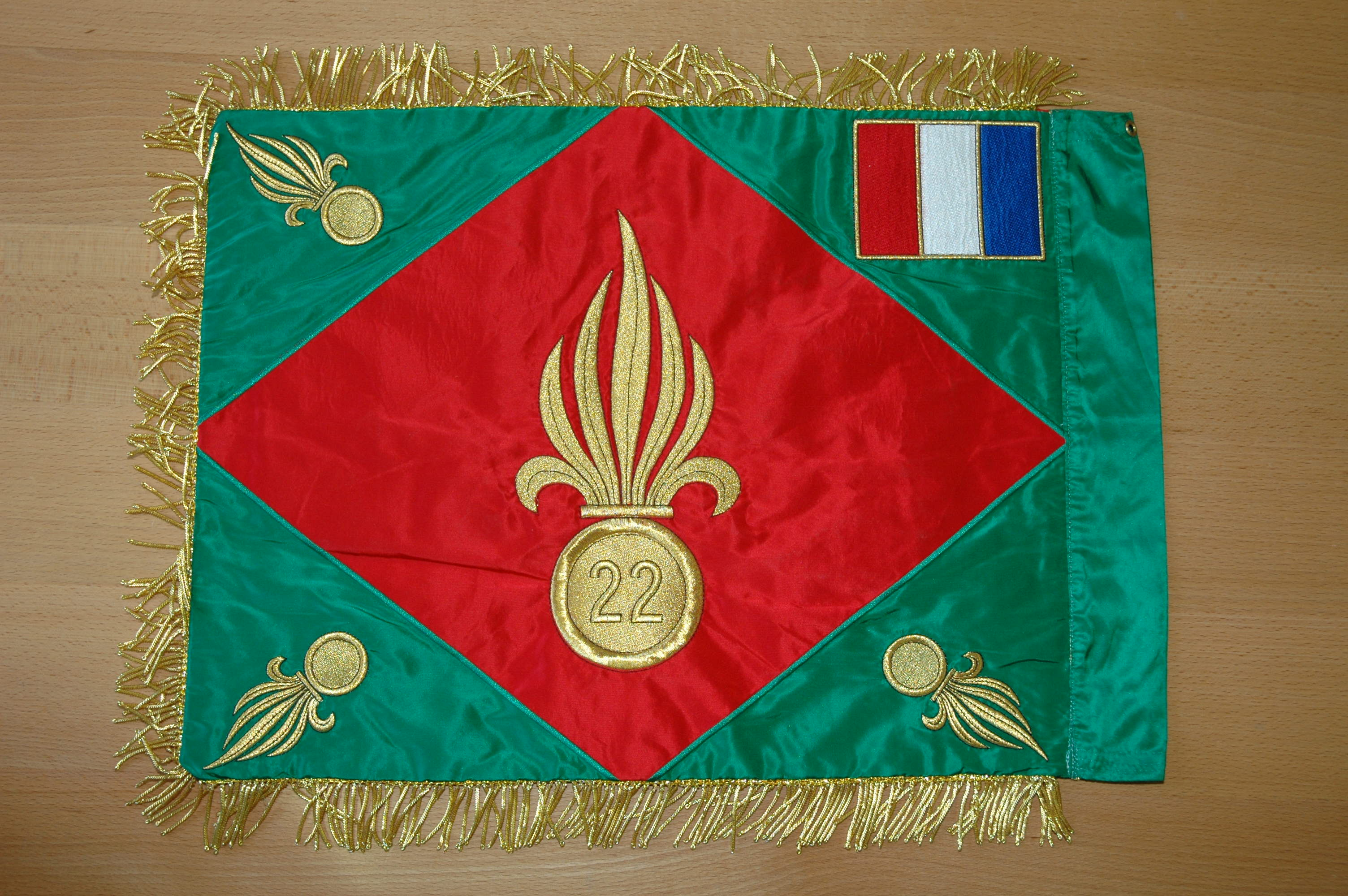
عليم فرنسي.

العُلَيْم (بالإنجليزية: Fanion)‏ هو علم صغير يستخدمه الجنود، ويستخدمه المساحون لتعيين المواقع. غالباً ما كان الجنود يعلقونه على قضيب صغير يوضع في فوهة البندقية. كانت الأحجام التنظيمة 50 سم × 40 سم لعليم الكتيبة، و 40 × 30 لعليم السرية، و 34 × 27 لعليم الفصيلة (يمكن أن يكون راية مثلثة 30 × 40).